# Víctor Pérez Campos
Víctor Pérez Campos, (5 de julio de 1984 Madrid) es un regatista español del Club Marítimo San Antonio de la Playa.
Comenzó a navegar con su padre en la clase Vaurien en Foz y en Sangenjo. Posteriormente se incorporó a la flota Snipe del Real Club Náutico de Madrid. En 2011 cambió al Club Deportivo Canal de Isabel II y en 2016 al Club Marítimo San Antonio de la Playa.      
En 2022 y en 2023 ganó el campeonato de España de la clase Snipe, después de haber sido subcampeón en 2019. Anteriormente  había ganado el título en categoría master, en 2021, como tripulante de Fabio Bruggioni. En 2021 fue subcampeón de Europa en Split,  y en 2024 subcampeón de Europa de tripulaciones mixtas en Tavira.
También ha ganado dos veces el Campeonato Ibérico, en 2021 y 2022; y los campeonatos de Bélgica y del Benelux en 2015, cuando era residente en Róterdam, como tripulante de Manu Hens.